# 유홍 (1524년)
유홍(兪泓, 1524년 ~ 1594년)은 조선 중기의 문신으로 자는 지숙(止叔), 호는 송당(松塘), 시호는 충목(忠穆), 본관은 기계이다.
판서 유여림의 손자로 유관의 아들이다. 1549년 사마시에 합격하고 1553년 별시문과에 병과로 급제해 기사관, 홍문관 부수찬, 검토관, 홍문관 수찬, 병조좌랑을 했고 수찬, 병조좌랑, 정언, 지평 등 대간 직을 거쳐 사헌부 지평, 병조정랑, 이조좌랑, 경기도도사를 거쳐 다시 병조정랑, 의정부검상, 사헌부장령, 사헌부집의, 사복시정, 의정부사인, 홍문관응교 등 청요직을 역임했다. 1563년 정국을 주도하던 권신 이량을 탄핵했고 1565년 문정왕후가 죽자 산릉도감의 도제조로 발탁되었다. 이후 명종에 의해 동부승지로 발탁되고, 승정원의 우부승지로 승진했다. 이후 회령부사와 북병사, 본도관찰사를 하며 북방을 방어한다.
이후 호조참의와 개성유수, 충청도관찰사, 전라도관찰사, 함경도관찰사 등을 거쳐 1587년 명나라로 가서 종계변무에 성공했다. 1589년 의금부판사로 정여립의 옥사를 다스려 1590년 광국공신 1등과 평난공신 2등에 책록되고 기성부원군에 봉해졌다.
이후 이조판서를 거쳐 우의정이 되었고 1592년 임진왜란이 일어나자 선조를 호종했다. 임진왜란 당시 해유령 전투에서 승리한 부원수 신각의 처형을 주도하였다. 1594년 좌의정으로 왕비를 호종해 해주에 머물러 있으면서 시사에 관한 10조의 시무책을 올리기도 했다.
시문이 뛰어나 선조가 그의 시를 보고 직접 화운하기도 했고 독서를 좋아해 가장한 책이 1만 권에 달했다고 한다.

## 같이 보기
- 기계유씨 유홍 묘역 및 석물 - 하남시 향토유적 제8-1호